# Liste des conjoints des souverains de Bohême
Cette liste concerne les conjoints des souverains de Bohême. Toutes ont été des femmes et titrées reines, à l'exception de l'époux du "roi" de Bohême Marie-Thérèse d'Autriche (ainsi titrée pour souligner le fait qu'elle exerçait la pleine souveraineté sur la Bohême), François Ier du Saint-Empire. De ce fait, Marie-Thérèse demeure la seule reine régnante de Bohême.
La première duchesse de Bohême est Ludmila de Bohême et la première reine de Bohême est Świętosława de Pologne (česká královna).

## Přemyslides (872-1306)

### Duchesses de Bohême (872-1085)
| Portrait | Nom (dates)                           | Époux                                                                             | Titres                                                       | Eléments biographiques |
| -------- | ------------------------------------- | --------------------------------------------------------------------------------- | ------------------------------------------------------------ | --- |
|          | Sainte Ludmila de Bohême (860-921)    | - Bořivoj Ier de Bohême (mariage en 874)                                          | - Duchesse de Bohême (874-890)                               | - Fille de Slavibor des Sorabes de Pšov. - Mère de Spytihněv Ier de Bohême et de Vratislav Ier de Bohême. |
|          | Drahomíra de Stodor (890-935)         | - Vratislav Ier de Bohême (mariage en 906)                                        | - Duchesse de Bohême (915-921) - Régente de Bohême (921-924) | - Mère de Venceslas Ier de Bohême et de Boleslav Ier de Bohême. |
|          | Biagota (901-?)                       | - Boleslav Ier de Bohême                                                          | - Duchesse de Bohême (935-967)                               | - Mère de Dubravka de Bohême et de Boleslav II de Bohême. |
|          | Emma de Mělník (950-1006)             | - Boleslav II de Bohême (mariage en 989)                                          | - Duchesse de Bohême (989-999)                               | - Mère de Jaromir de Bohême et d'Ulrich de Bohême. |
|          | Bozena (?-1052)                       | - Ulrich de Bohême (mariage en 1002)                                              | - Duchesse de Bohême (1012-1034)                             | - Mère de Bretislav Ier de Bohême. |
|          | Judith de Schweinfurt (1003-1058)     | - Bretislav Ier de Bohême (mariage en 1020) - Pierre de Hongrie (mariage en 1055) | - Duchesse de Bohême (1034-1055)                             | - Princesse de la Maison de Babenberg. Fille d'Henri de Schweinfurt et de Gerberge de Gleiberg. - Mère de Spytihněv II de Bohême, de Vratislav II de Bohême, de Conrad Ier de Bohême, d'Othon Ier de Bohême et de Jaromír de Prague. |
|          | Hilda de Wettin (1031-1061)           | - Spytihněv II de Bohême                                                          | - Duchesse de Bohême (1055-1061)                             | - Princesse de la Maison de Wettin. Fille de Thierry Ier de Lusace et de Mathilde von Meissen. - Mère de Frédéric de Bohême. |
|          | Adélaïde de Hongrie (1045-1062)       | - Vratislav II de Bohême (mariage en 1057)                                        | - Duchesse de Bohême (1061-1062)                             | - Princesse de la Maison Árpád. Fille d'André Ier de Hongrie et d'Anastasia de Kiev. - Mère de Bretislav II de Bohême et de Judith de Bohême.                                                                                        |
|          | Świętosława de Pologne (1046/48-1126) | - Vratislav II de Bohême (mariage en 1062)                                        | - Duchesse puis reine de Bohême (1062-1085, 1085-1092)       | - Princesse de la Maison Piast. Fille de Casimir Ier de Pologne et de Maria Dobroniega de Kiev. - Mère de Boleslav de Bohême, de Bořivoj II de Bohême, de Vladislav Ier de Bohême et de Sobeslav Ier de Bohême.                      |

### Reine de Bohême (1085-1092)
| Portrait | Nom (dates)                           | Époux                                      | Titres                                                 | Eléments biographiques |
| -------- | ------------------------------------- | ------------------------------------------ | ------------------------------------------------------ | --- |
|          | Świętosława de Pologne (1046/48-1126) | - Vratislav II de Bohême (mariage en 1062) | - Duchesse puis reine de Bohême (1062-1085, 1085-1092) | - Princesse de la Maison Piast. Fille de Casimir Ier de Pologne et de Maria Dobroniega de Kiev. - Mère de Boleslav de Bohême, de Bořivoj II de Bohême, de Vladislav Ier de Bohême et de Sobeslav Ier de Bohême. |

### Duchesses de Bohême (1092-1158)
| Portrait | Nom (dates)                           | Époux                                       | Titres                                                 | Eléments biographiques |
| -------- | ------------------------------------- | ------------------------------------------- | ------------------------------------------------------ | --- |
|          | Wilpirk de Tenling                    | - Conrad Ier de Bohême (mariage en 1054)    | - Duchesse de Bohême (1092)                            | - Fille de Sieghard de Tenling. - Mère d'Ulrich de Brno et de Luitpold de Znojmo. |
|          | Luitgarde de Bogen (1075-?)           | - Bretislav II de Bohême (mariage en 1094)  | - Duchesse de Bohême (1094-1100)                       | |
|          | Gerberge d'Autriche (avant 1073-1142) | - Bořivoj II de Bohême (mariage en 1100)    | - Duchesse de Bohême (1100-1107)                       | - Princesse de la Maison de Babenberg. Fille de Léopold II de Babenberg et d'Ida de Cham. - Mère de Luitpold de Moravie.                                                                |
|          | Richenza de Berg (1095-1125)          | - Vladislav Ier de Bohême (mariage en 1111) | - Duchesse de Bohême (1109-1125)                       | - Fille d'Henri Ier de Berg et d'Adelheid de Mochental. - Mère de Vladislav II de Bohême et de Děpold Ier de Bohême.                                                                    |
|          | Adélaïde de Hongrie (1105-1140)       | - Sobeslav Ier de Bohême (mariage en 1123)  | - Duchesse de Bohême (1125-1140)                       | - Princesse de la Maison Árpád. Fille d'Almos de Hongrie et de Presslava de Kiev. - Mère de Marie de Bohême, de Sobeslav II de Bohême, d'Ulrich d'Olomouc et de Venceslas II de Bohême. |
|          | Gertrude de Babenberg (1118-1150)     | - Vladislav II de Bohême (mariage en 1140)  | - Duchesse de Bohême (1140-1150)                       | - Princesse de la Maison de Babenberg. Fille de Léopold III d'Autriche et d'Agnès de Franconie. - Mère de Frédéric Ier de Bohême et d'Adalbert de Bohême.                               |
|          | Judith de Thuringe (1135-1174)        | - Vladislav II de Bohême (mariage en 1153)  | - Duchesse puis reine de Bohême (1153-1158, 1158-1172) | - Fille de Louis Ier de Thuringe et d'Edwige de Gudensberg. - Mère d'Ottokar Ier de Bohême et de Vladislav III de Bohême.                                                               |

### Reine de Bohême (1158-1172)
| Nom (dates)                    | Époux                                      | Titres                                                 | Eléments biographiques |
| ------------------------------ | ------------------------------------------ | ------------------------------------------------------ | --- |
| Judith de Thuringe (1135-1174) | - Vladislav II de Bohême (mariage en 1153) | - Duchesse puis reine de Bohême (1153-1158, 1158-1172) | - Fille de Louis Ier de Thuringe et d'Edwige de Gudensberg. - Mère d'Ottokar Ier de Bohême et de Vladislav III de Bohême. |

### Duchesses de Bohême (1172-1198)
| Nom (dates)                             | Époux                                                                             | Titres                                                               | Eléments biographiques |
| --------------------------------------- | --------------------------------------------------------------------------------- | -------------------------------------------------------------------- | --- |
| Élisabeth de Hongrie (1149-1189)        | - Frédéric Ier de Bohême (mariage en 1157)                                        | - Duchesse de Bohême (1172-1173, 1178-1189)                          | - Princesse de la Maison Árpád. Fille de Géza II de Hongrie et d'Euphrosine de Kiev. - Mère de Ludmilla de Bohême.           |
| Élisabeth de Grande-Pologne (1152-1209) | - Sobeslav II de Bohême (mariage en 1173) - Conrad II de Lusace (mariage en 1180) | - Duchesse de Bohême (1173-1178) - Margravine de Lusace (1190-1209)  | - Princesse de la Maison Piast. Fille de Mieszko III le Vieux et d'Élisabeth de Hongrie.                                     |
| Heilika de Wittelsbach (1160-1198)      | - Conrad II de Bohême (mariage en 1176)                                           | - Margravine de Moravie (1182-1186) - Duchesse de Bohême (1189-1191) | - Princesse de la Maison de Wittelsbach. Fille d'Otto VII de Wittelsbach et de Benedicta de Donauwörth.                      |
| Adélaïde de Misnie (1160-1211)          | - Ottokar Ier de Bohême (mariage en 1178)                                         | - Duchesse de Bohême (1197-1198)                                     | - Princesse de la Maison de Wettin. Fille d'Othon Ier de Misnie et d'Hedwige de Brandebourg. - Mère de Marguerite de Bohême. |

### Reines de Bohême (1198-1306)
| Portrait | Nom (dates)                            | Époux                                                                                   | Titres | Eléments biographiques |
| -------- | -------------------------------------- | --------------------------------------------------------------------------------------- | --- | --- |
|          | Constance de Hongrie (1180-1240)       | - Ottokar Ier de Bohême (mariage en 1198)                                               | - Reine de Bohême (1199-1230)                                                                                        | - Princesse de la Maison Árpád. Fille de Béla III de Hongrie et d'Agnès d'Antioche. - Mère de Venceslas Ier de Bohême, d'Anne de Bohême et d'Agnès de Bohême.                                                 |
|          | Cunégonde de Souabe (1202-1248)        | - Venceslas Ier de Bohême (mariage en 1224)                                             | - Reine de Bohême (1230-1248)                                                                                        | - Princesse de la Maison de Hohenstaufen. Fille de Philippe de Souabe et d'Irène Ange. - Mère de Vladislas III de Moravie, d'Ottokar II de Bohême et de Béatrice de Bohême.                                   |
|          | Marguerite d'Autriche (1204-1266)      | - Henri II de Souabe (mariage en 1225) - Ottokar II de Bohême (mariage en 1252)         | - Reine de Germanie et duchesse de Souabe (1225-1235) - Reine de Bohême (1253-1261)                                  | - Princesse de la Maison de Babenberg. Fille de Léopold VI d'Autriche et de Théodora Ange. |
|          | Cunégonde de Slavonie (1245-1285)      | - Ottokar II de Bohême (mariage en 1261) - Záviš de Falkenštejn (mariage en 1285)       | - Reine de Bohême (1261-1278) - Régente de Bohême (1278-1285)                                                        | - Princesse riourikide. Fille de Rostislav IV de Kiev et d'Anne de Hongrie. - Mère de Cunégonde de Bohême et de Venceslas II de Bohême.                                                                       |
|          | Judith de Habsbourg (1271-1297)        | - Venceslas II de Bohême (mariage en 1285)                                              | - Reine de Bohême (1285-1297)                                                                                        | - Princesse de la Maison de Habsbourg. Fille de Rodolphe Ier de Habsbourg et de Gertrude de Hohenberg. - Mère de Venceslas III de Bohême, d'Anne de Bohême, d'Élisabeth de Bohême et de Marguerite de Bohême. |
|          | Élisabeth Ryksa (1288-1335)            | - Venceslas II de Bohême (mariage en 1303) - Rodolphe Ier de Bohême (mariage en 1306)   | - Reine de Bohême (1303-1305 puis 1306-1307) - Reine de Pologne (1303-1305) - Duchesse d'Autriche-Styrie (1306-1307) | - Princesse de la Maison Piast. Fille de Przemysl II de Pologne et de Richezza de Suède. |
|          | Viola Élisabeth de Cieszyn (1291-1317) | - Venceslas III de Bohême (mariage en 1305) - Pierre Ier de Rosenberg (mariage en 1316) | - Reine de Hongrie, de Bohême et de Pologne (1305-1306)                                                              | - Princesse de la Maison Piast. Fille de Mieszko de Cieszyn. |

## Interrègne (1306-1310)
| Portrait | Nom (dates)                 | Époux                                                                                 | Titres | Eléments biographiques                                                                   |
| -------- | --------------------------- | ------------------------------------------------------------------------------------- | --- | ---------------------------------------------------------------------------------------- |
|          | Anne de Bohême (1290-1313)  | - Henri de Goritz (mariage en 1306)                                                   | - Reine de Bohême (1306 puis 1307-1310)                                                                              | - Princesse přemyslide. Fille de Venceslas II de Bohême et de Judith de Habsbourg.       |
|          | Élisabeth Ryksa (1288-1335) | - Venceslas II de Bohême (mariage en 1303) - Rodolphe Ier de Bohême (mariage en 1306) | - Reine de Bohême (1303-1305 puis 1306-1307) - Reine de Pologne (1303-1305) - Duchesse d'Autriche-Styrie (1306-1307) | - Princesse de la Maison Piast. Fille de Przemysl II de Pologne et de Richezza de Suède. |

## Maison de Luxembourg (1310-1437)
| Portrait | Nom (dates)                        | Époux                                          | Titres | Eléments biographiques | Armoiries |
| -------- | ---------------------------------- | ---------------------------------------------- | --- | --- | --------- |
|          | Élisabeth de Bohême (1292-1330)    | - Jean Ier de Bohême (mariage en 1310)         | - Reine de Bohême (1310-1330) - Comtesse de Luxembourg (1313-1330) | - Princesse přemyslide. Fille de Venceslas II de Bohême et de Judith de Habsbourg. - Mère de Bonne de Luxembourg, de Charles IV du Saint-Empire, de Jean-Henri de Moravie et d'Anne de Bohême. |           |
|          | Béatrice de Bourbon (1320-1383)    | - Jean Ier de Bohême (mariage en 1334)         | - Reine de Bohême et comtesse de Luxembourg (1334-1346) | - Princesse de la Maison de Bourbon. Fille de Louis Ier de Bourbon et de Marie de Hainaut. - Mère de Venceslas Ier de Luxembourg.                                                              |           |
|          | Blanche de Valois (1317-1348)      | - Charles IV du Saint-Empire (mariage en 1323) | - Reine de Bohême et comtesse de Luxembourg (1346-1348) - Reine de Germanie (1347-1348) | - Princesse de la Maison de Valois. Fille de Charles de Valois et de Mahaut de Châtillon. - Mère de Marguerite de Luxembourg et de Catherine de Luxembourg.                                    |           |
|          | Anne du Palatinat (1329-1353)      | - Charles IV du Saint-Empire (mariage en 1349) | - Reine de Germanie et de Bohême, comtesse de Luxembourg (1349-1353) | - Princesse de la Maison de Wittelsbach. Fille de Rodolphe II du Palatinat et d'Anne de Carinthie.                                                                                             |           |
|          | Anne de Schweidnitz (1339-1362)    | - Charles IV du Saint-Empire (mariage en 1353) | - Reine de Germanie et de Bohême (1353-1362) - Impératrice du Saint-Empire (1355-1362) | - Princesse de la Maison Piast. Fille d'Henri II de Świdnica et de Catherine de Hongrie. - Mère d'Élisabeth de Bohême et de Venceslas de Luxembourg.                                           |           |
|          | Élisabeth de Poméranie (1347-1393) | - Charles IV du Saint-Empire (mariage en 1363) | - Impératrice du Saint-Empire, reine de Germanie et de Bohême (1363-1378) | - Princesse de la Maison de Poméranie. Fille de Bogusław V de Poméranie et d'Élisabeth de Pologne. - Mère d'Anne de Bohême, de Sigismond de Luxembourg et de Jean de Goerlitz.                 |           |
|          | Jeanne de Bavière (1362-1386)      | - Venceslas de Luxembourg (mariage en 1370)    | - Électrice de Brandebourg (1373-1378) - Reine de Germanie (1376-1386) - Reine de Bohême (1378-1386) - Duchesse de Luxembourg (1383-1386)                                                                         | - Princesse de la Maison de Wittelsbach. Fille d'Albert Ier de Hainaut et de Marguerite de Brzeg.                                                                                              |           |
|          | Sophie de Bavière (1376-1428)      | - Venceslas de Luxembourg (mariage en 1389)    | - Reine de Germanie (1389-1400) - Reine de Bohême et duchesse titulaire de Luxembourg (1389-1419) | - Princesse de la Maison de Wittelsbach. Fille de Jean II de Bavière et de Catherine de Goritz.                                                                                                |           |
|          | Barbe de Cilley (1392-1451)        | - Sigismond de Luxembourg (mariage en 1408)    | - Reine de Hongrie (1408-1437) - Reine de Germanie et électrice de Brandebourg (1411-1437) - Reine de Bohême (1419-1437) - Duchesse titulaire de Luxembourg (1419-1433) - Impératrice du Saint-Empire (1433-1437) | - Princesse de la Maison de Cilley. Fille d'Herman II de Celje et d'Anne de Schaunberg. - Mère d'Élisabeth de Luxembourg.                                                                      |           |

## Maison de Habsbourg (1437-1457)
| Portrait | Nom (dates)                         | Époux                                         | Titres | Eléments biographiques |
| -------- | ----------------------------------- | --------------------------------------------- | --- | --- |
|          | Élisabeth de Luxembourg (1409-1442) | - Albert II du Saint-Empire (mariage en 1421) | - Duchesse d'Autriche (1421-1439) - Reine de Hongrie et de Bohême, duchesse titulaire de Luxembourg (1437-1439) - Reine de Germanie (1438-1439) | - Princesse de la Maison de Luxembourg. Fille de Sigismond Ier de Luxembourg et de Barbe de Cilley. - Mère d'Anne de Luxembourg, d'Élisabeth de Habsbourg et de Ladislas Ier de Bohême. |

## Interrègne (1457-1471)
| Portrait | Nom (dates)                    | Époux                                 | Titres                        | Eléments biographiques |
| -------- | ------------------------------ | ------------------------------------- | ----------------------------- | --- |
|          | Jeanne de Rožmitál (1432-1475) | - Georges de Bohême (mariage en 1450) | - Reine de Bohême (1458-1471) | - Fille de Jean de Rožmitál zu Blatna et de Ludmilla Bawor von Strakonicz. - Mère d'Henri II de Poděbrady et de Ludmilla de Poděbrady. |

## Maison Jagellon (1471-1526)
| Portrait | Nom (dates)                        | Époux                                                                                  | Titres                                                                             | Eléments biographiques | Armoiries |
| -------- | ---------------------------------- | -------------------------------------------------------------------------------------- | ---------------------------------------------------------------------------------- | --- | --------- |
|          | Barbara de Brandebourg (1464-1515) | - Henri XI de Głogów (mariage en 1472) - Vladislas IV de Bohême (mariage en 1476)      | - duchesse de Głogów (1472-1476) - Reine de Bohême (1471-1490)                     | - Princesse de la Maison de Hohenzollern. Fille d'Albert III Achille de Brandebourg et d'Anne de Saxe.                                             |           |
|          | Béatrice de Naples (1457-1508)     | - Matthias Ier de Hongrie (mariage en 1476) - Vladislas IV de Bohême (mariage en 1490) | - Reine de Hongrie (1476-1490 puis 1490-1500) - Reine de Bohême (1490-1500)        | - Princesse de la Maison de Trastamare. Fille de Ferdinand Ier de Naples et d'Isabelle de Tarente.                                                 |           |
|          | Anne de Foix (1484-1506)           | - Vladislas IV de Bohême (mariage en 1502)                                             | - Reine de Hongrie et de Bohême (1502-1506)                                        | - Princesse de la Maison de Grailly. Fille de Gaston II de Foix-Candale et de Catherine de Foix. - Mère d'Anne Jagellon et de Louis II de Hongrie. |           |
|          | Marie de Habsbourg (1505-1558)     | - Louis II de Hongrie (mariage en 1522)                                                | - Reine de Hongrie et de Bohême (1522-1526) - Gouvernante des Pays-Bas (1531-1555) | - Princesse de la Maison de Habsbourg. Fille de Philippe Ier le Beau et de Jeanne Ire de Castille.                                                 |           |

## Maison de Habsbourg (1526-1619)
| Portrait | Nom (dates)                  | Époux                                             | Titres | Eléments biographiques |
| -------- | ---------------------------- | ------------------------------------------------- | --- | --- |
|          | Anne Jagellon (1503-1547)    | - Ferdinand Ier du Saint-Empire (mariage en 1521) | - Reine de Hongrie et de Bohême, archiduchesse d'Autriche (1521-1547) - Reine de Germanie (1531-1547)                                                           | - Princesse de la Maison Jagellon. Fille de Vladislas IV de Bohême et d'Anne de Foix. - Mère d'Élisabeth d'Autriche, de Maximilien II de Habsbourg, d'Anne d'Autriche, de Ferdinand de Tyrol, de Marie d'Autriche, de Madeleine d'Autriche, de Catherine d'Autriche, d'Éléonore d'Autriche, de Barbara d'Autriche, de Charles II d'Autriche-Styrie, d'Hélène d'Autriche et de Jeanne d'Autriche. |
|          | Marie d'Autriche (1528-1603) | - Maximilien II de Habsbourg (mariage en 1548)    | - Reine de Germanie et de Bohême (1562-1576) - Reine de Hongrie et de Croatie (1563-1576) - Impératrice du Saint-Empire et archiduchesse d'Autriche (1564-1576) | - Princesse de la Maison de Habsbourg. Fille de Charles Quint et d'Isabelle de Portugal. - Mère d'Anne d'Autriche, de Rodolphe II du Saint-Empire, d'Ernest d'Autriche, d'Élisabeth d'Autriche, de Matthias Ier de Habsbourg, de Maximilien III d'Autriche, d'Albert d'Autriche, de Wenceslas d'Autriche et de Marguerite d'Autriche.                                                            |
|          | Anne d'Autriche (1585-1618)  | - Matthias Ier de Habsbourg (mariage en 1611)     | - Reine de Germanie, de Hongrie et de Bohême, archiduchesse d'Autriche (1611-1618) - Impératrice du Saint-Empire (1612-1618)                                    | - Princesse de la Maison de Habsbourg. Fille de Ferdinand de Tyrol et d'Anne-Catherine de Mantoue. |

## Maison de Wittelsbach (1619-1620)
| Portrait | Nom (dates)                  | Époux                                       | Titres                                                         | Eléments biographiques | Armoiries |
| -------- | ---------------------------- | ------------------------------------------- | -------------------------------------------------------------- | --- | --------- |
|          | Élisabeth Stuart (1596-1662) | - Frédéric V du Palatinat (mariage en 1613) | - Électrice palatine (1613-1623) - Reine de Bohême (1619-1620) | - Princesse de la Maison Stuart. Fille de Jacques Ier d'Angleterre et d'Anne de Danemark. - Mère d'Henri-Frédéric du Palatinat, de Charles Ier Louis du Palatinat, d'Élisabeth de Bohême, de Maurice du Palatinat, de Louise-Hollandine du Palatinat, d'Édouard du Palatinat, d'Henriette-Marie du Palatinat, de Jean-Philippe-Frédéric du Palatinat et de Sophie de Hanovre. |           |

## Maison de Habsbourg (1620-1741)
| Portrait | Nom (dates)                                               | Époux                                            | Titres | Eléments biographiques | Armoiries |
| -------- | --------------------------------------------------------- | ------------------------------------------------ | --- | --- | --------- |
|          | Éléonore de Gonzague (1598-1655)                          | - Ferdinand II du Saint-Empire (mariage en 1622) | - Impératrice du Saint-Empire, reine de Germanie, de Hongrie et de Bohême, archiduchesse d'Autriche (1622-1637) | - Princesse de la Maison de Gonzague. Fille de Vincent Ier de Mantoue et d'Éléonore de Médicis. |           |
|          | Marie-Anne d'Autriche (1606-1646)                         | - Ferdinand III de Habsbourg (mariage en 1631)   | - Impératrice du Saint-Empire, reine de Germanie, de Hongrie et de Bohême, archiduchesse d'Autriche (1637-1646) | - Princesse de la Maison de Habsbourg. Fille de Philippe III d'Espagne et de Marguerite d'Autriche-Styrie. - Mère de Ferdinand IV de Habsbourg, de Marie-Anne d'Autriche et de Léopold Ier du Saint-Empire. |           |
|          | Marie-Léopoldine d'Autriche (1632-1649)                   | - Ferdinand III de Habsbourg (mariage en 1648)   | - Impératrice du Saint-Empire, reine de Germanie, de Hongrie et de Bohême, archiduchesse d'Autriche (1648-1649) | - Princesse de la Maison de Habsbourg. Fille de Léopold V d'Autriche-Tyrol et de Claude de Médicis. - Mère de Charles-Joseph d'Autriche. |           |
|          | Éléonore de Nevers-Mantoue (1630-1686)                    | - Ferdinand III de Habsbourg (mariage en 1651)   | - Impératrice du Saint-Empire, reine de Germanie, de Hongrie et de Bohême, archiduchesse d'Autriche (1651-1657) | - Princesse de la Maison de Gonzague-Nevers. Fille de Charles II de Nevers-Mantoue et de Marie de Mantoue. - Mère d'Éléonore d'Autriche et de Marie-Anne-Josèphe d'Autriche. |           |
|          | Marguerite-Thérèse d'Autriche (1651-1673)                 | - Léopold Ier du Saint-Empire (mariage en 1666)  | - Impératrice du Saint-Empire, reine de Germanie, de Hongrie et de Bohême, archiduchesse d'Autriche (1666-1673) | - Princesse de la Maison de Habsbourg. Fille de Philippe IV d'Espagne et de Marie-Anne d'Autriche. - Mère de Marie-Antoinette d'Autriche. |           |
|          | Claude-Félicité d'Autriche (1653-1676)                    | - Léopold Ier du Saint-Empire (mariage en 1673)  | - Impératrice du Saint-Empire, reine de Germanie, de Hongrie et de Bohême, archiduchesse d'Autriche (1673-1676) | - Princesse de la Maison de Habsbourg. Fille de Ferdinand-Charles d'Autriche et d'Anne de Médicis. |           |
|          | Éléonore de Neubourg (1655-1720)                          | - Léopold Ier du Saint-Empire (mariage en 1676)  | - Impératrice du Saint-Empire, reine de Germanie, de Hongrie et de Bohême, archiduchesse d'Autriche (1676-1705) - Princesse de Transylvanie (1692-1705) | - Princesse de la Maison de Wittelsbach. Fille de Philippe-Guillaume de Neubourg et d'Élisabeth-Amélie de Hesse-Darmstadt. - Mère de Joseph Ier du Saint-Empire, de Marie-Élisabeth d'Autriche, de Léopold Joseph d'Autriche, de Marie-Anne d'Autriche, de Marie-Thérèse d'Autriche, de Charles VI du Saint-Empire, de Marie-Josèphe d'Autriche et de Marie-Madeleine d'Autriche. |           |
|          | Wilhelmine-Amélie de Brunswick-Lunebourg (1673-1742)      | - Joseph Ier du Saint-Empire (mariage en 1699)   | - Impératrice du Saint-Empire, reine de Germanie, de Hongrie et de Bohême, archiduchesse d'Autriche (1705-1711) | - Princesse de la Maison de Brunswick. Fille de Jean-Frédéric de Brunswick-Calenberg et de Bénédicte-Henriette du Palatinat. - Mère de Marie-Josèphe d'Autriche, de Léopold Joseph d'Autriche et de Marie-Amélie d'Autriche. |           |
|          | Élisabeth-Christine de Brunswick-Wolfenbüttel (1691-1750) | - Charles VI du Saint-Empire (mariage en 1708)   | - Impératrice du Saint-Empire, reine de Germanie, de Hongrie et de Bohême, archiduchesse d'Autriche (1711-1740) - Reine de Naples (1714-1735) - Duchesse de Milan (1714-1740) - Souveraine des Pays-Bas (1715-1740) - Duchesse de Parme et Plaisance (1735-1740) | - Princesse de la Maison de Brunswick. Fille de Louis-Rodolphe de Brunswick-Wolfenbüttel et de Christine-Louise d'Oettingen-Oettingen. - Mère de Marie-Thérèse d'Autriche et de Marie-Anne d'Autriche. |           |

## Maison de Wittelsbach (1741-1743)
| Portrait | Nom (dates)                         | Époux                                           | Titres | Eléments biographiques |
| -------- | ----------------------------------- | ----------------------------------------------- | --- | --- |
|          | Marie-Amélie d'Autriche (1701-1756) | - Charles VII du Saint-Empire (mariage en 1722) | - Électrice de Bavière (1726-1745) - Impératrice du Saint-Empire, reine de Germanie et de Bohême (1741-1745) | - Princesse de la Maison de Habsbourg. Fille de Joseph Ier du Saint-Empire et de Wilhelmine-Amélie de Brunswick-Lunebourg. - Mère de Marie-Antoinette de Bavière, de Thérèse-Bénédicte de Bavière, de Maximilien III Joseph de Bavière, de Marie-Anne de Bavière et de Josépha de Bavière. |

## Maison de Habsbourg (1743-1780)
| Portrait | Nom (dates)                              | Épouse                                       | Titres | Eléments biographiques | Armoiries |
| -------- | ---------------------------------------- | -------------------------------------------- | --- | --- | --------- |
|          | François Ier du Saint-Empire (1708-1765) | - Marie-Thérèse d'Autriche (mariage en 1736) | - Duc de Lorraine (1729-1737) - Grand-duc de Toscane (1737-1765) - Roi de Hongrie et de Bohême, archiduc d'Autriche, duc de Milan, souverain des Pays-Bas (1740-1765) - Duc de Parme et Plaisance (1740-1748) - Empereur du Saint-Empire, roi de Germanie (1745-1765) | - Prince de la Maison de Lorraine. Fils de Léopold Ier de Lorraine et d’Élisabeth-Charlotte d'Orléans. - Père de Marie-Élisabeth d'Autriche, de Marie-Anne d'Autriche, de Marie-Caroline d'Autriche, de Joseph II du Saint-Empire, de Marie-Christine d'Autriche, de Marie-Élisabeth d'Autriche, de Charles-Joseph d'Autriche, de Marie-Amélie d'Autriche, de Léopold II du Saint-Empire, de Marie-Caroline d'Autriche, de Marie-Jeanne-Gabrielle d'Autriche, de Marie-Josèphe d'Autriche, de Marie-Caroline d'Autriche, de Ferdinand d'Autriche-Este, de Marie-Antoinette d'Autriche et de Maximilien-François d'Autriche. |           |

## Maison de Habsbourg-Lorraine (1780-1918)
| Portrait | Nom (dates)                                         | Époux                                                                                       | Titres | Eléments biographiques | Armoiries |
| -------- | --------------------------------------------------- | ------------------------------------------------------------------------------------------- | --- | --- | --------- |
|          | Marie-Louise d'Espagne (1745-1792)                  | - Léopold II du Saint-Empire (mariage en 1765)                                              | - Grande-duchesse de Toscane (1765-1790) - Impératrice du Saint-Empire, reine de Germanie, de Hongrie et de Bohême, archiduchesse d'Autriche, duchesse de Milan, souveraine des Pays-Bas (1790-1792)                                    | - Princesse de la Maison de Bourbon. Fille de Charles III d'Espagne et de Marie-Amélie de Saxe. - Mère de Marie-Thérèse d'Autriche, de François Ier d'Autriche, de Ferdinand III de Toscane, de Marie-Anne d'Autriche, de Charles-Louis d'Autriche-Teschen, d'Alexandre Léopold d'Autriche, de Joseph de Habsbourg-Lorraine, de Marie-Clémentine d'Autriche, d'Antoine-Victor d'Autriche, de Marie-Amélie d'Autriche, de Jean-Baptiste d'Autriche, de Rainier d'Autriche, de Louis d'Autriche et de Rodolphe d'Autriche. |           |
|          | Marie-Thérèse de Bourbon-Naples (1772-1807)         | - François Ier d'Autriche (mariage en 1790)                                                 | - Duchesse de Milan (1792-1796) - Souveraine des Pays-Bas (1792-1797) - Impératrice du Saint-Empire (1792-1806) - Archiduchesse d'Autriche (1792-1806) - Reine de Hongrie et de Bohême (1792-1807) - Impératrice d'Autriche (1804-1807) | - Princesse de la Maison de Bourbon-Siciles. Fille de Ferdinand Ier des Deux-Siciles et de Marie-Caroline d'Autriche. - Mère de Marie-Louise d'Autriche, de Ferdinand Ier d'Autriche, de Marie-Léopoldine d'Autriche, de Marie-Clémentine de Habsbourg, de Caroline de Habsbourg-Lorraine, de François-Charles d'Autriche et de Marie-Anne d'Autriche. |           |
|          | Marie-Louise de Habsbourg-Lorraine-Este (1787-1816) | - François Ier d'Autriche (mariage en 1808)                                                 | - Impératrice d'Autriche, reine de Hongrie et de Bohême (1808-1816) - Reine de Lombardie-Vénétie (1815-1816) | - Princesse de la Maison de Habsbourg-Este. Fille de Ferdinand d'Autriche-Este et de Marie-Béatrice d'Este. |           |
|          | Caroline-Auguste de Bavière (1792-1873)             | - Guillaume Ier de Wurtemberg (mariage en 1808) - François Ier d'Autriche (mariage en 1816) | - Impératrice d'Autriche, reine de Lombardie-Vénétie, de Hongrie et de Bohême (1816-1835) | - Princesse de la Maison de Wittelsbach. Fille de Maximilien Ier de Bavière et de Wilhelmine de Hesse-Darmstadt. |           |
|          | Marie-Anne de Sardaigne (1803-1884)                 | - Ferdinand Ier d'Autriche (mariage en 1831)                                                | - Impératrice d'Autriche, reine de Lombardie-Vénétie, de Hongrie et de Bohême (1835-1848) | - Princesse de la Maison de Savoie. Fille de Victor-Emmanuel Ier de Sardaigne et de Marie-Thérèse d'Autriche-Este. |           |
|          | Élisabeth de Wittelsbach (1837-1898)                | - François-Joseph Ier d'Autriche (mariage en 1854)                                          | - Impératrice d'Autriche, reine de Hongrie et de Bohême (1854-1898) - Reine de Lombardie-Vénétie (1854-1866) | - Princesse de la Maison de Wittelsbach. Fille de Maximilien en Bavière et de Ludovica de Bavière. - Mère de Sophie d'Autriche, de Gisèle d'Autriche, de Rodolphe d'Autriche et de Marie-Valérie d'Autriche. |           |
|          | Zita de Bourbon-Parme (1892-1989)                   | - Charles Ier d'Autriche (mariage en 1911)                                                  | - Impératrice d'Autriche, reine de Hongrie et de Bohême (1916-1918) | - Princesse de la Maison de Bourbon-Parme. Fille de Robert Ier de Parme et d'Antónia de Bragance. - Mère d'Otto de Habsbourg-Lorraine, d'Adélaïde d'Autriche, de Robert d'Autriche-Este, de Félix de Habsbourg-Lorraine, de Charles-Louis d'Autriche, de Rodolphe d'Autriche, de Charlotte d'Autriche et d’Élisabeth d'Autriche. |           |

## Voir
- Liste des souverains de Bohême
- Liste des reines de Hongrie